# Museu Nacional do Barém
O Museu Nacional do Barém (em árabe: متحف البحرين الوطني) é o maior e mais antigo museu público do Barém. Está situado em Manama, adjacente ao Teatro Nacional do Barém. Inaugurado em 15 de dezembro de 1988 pelo emir do Barém, Isa bin Salman al-Khalifa, o complexo de museus de 30 milhões de dólares cobre 27.800 metros quadrados e é a atração turística mais popular do país. Acredita-se que seja o primeiro museu moderno da região.